# أماندا رايتي
 أماندا رايتى  (بالإنجليزية: Amanda Righetti) (ولدت في 4 أبريل 1983)في سانت جورج، يوتا، الولايات المتحدة هي ممثلة أمريكية منتجة أفلام. معروف عنها أنها الأفضل لأدوارها في ذا منتاليست فضلا عن أدوارها في Friday the 13th و The OC .

## حياتها الشخصية
ولدت أماندا رايتى في سانت جورج، يوتا، ونشأت في ولاية نيفادا، خارج لاس فيغاس.أصغر من ثمانية أطفال، تزوجت رايتى المخرج والكاتب آلان جوردن في 22 أبريل 2006 في أواهو. وكان وصيفه الشرف لها الممثلة اليكسا دافالوس. طفلهما الأول، ابنها نوكس أديسون آلان ولد 10 يناير 2013.

## المهنة
تم اكتشاف أماندا أول مرة في نموذج للغطاء الدولي للبحث عن عمر يناهز ال 15، وكانت مهنة ناجحة باعتبارها عارضة الأزياء قبل أن تصبح ممثلة. بعد الحصول على دورها في المشروع التجريبي لـ السلسلة المقترحة من قبل باسم لا يوجد مكان مثل المنزل الذي كانت تلعب طابع متكرر في الدراما في سن المراهقة ذا أو سي، وكان منتظم في فترات الذروة الأوبرا الصابونية North Shore وفي أواخر عام 2005، تألقت رايتى في شبكة فوكس التلفزيونية سلسلة الدراما Reunion. وتشمل القروض الأخرى دورا المتكررة في K-Ville أدوارها ضيفا في سي اس آي:التحقيق في موقع الجريمةوانتوريج ودورا في فيلم تلفزيوني Romy and Michele: In the Beginning.
في عام 2006، وقعت رايتى لنجمة كما يؤدي الإناث في رعب نتيجة Return to House on Haunted Hill. صدر الفيلم إلى الفيديو المباشر في أكتوبر 2007. و في يوم 13 فبراير 2009 , وقعت رايتى إلى سلسلة ذا منتاليست، في دور غريس فان بيلت. لم تظهر ما بين 2012-2013 بسبب الحمل في قصة شخصيتها، خلالها تم تصويره باستخدام زوايا انتقائية ومحدودة إلى حد كبير إلى واجب مكتب.
في سبتمبر 2011، وقعت رايتى مع وكالة المواهب يوتا.

## أعمالها

### أفلام
| عام  | فيلم                               | دور                  | ملاحظة                  |
| ---- | ---------------------------------- | -------------------- | ----------------------- |
| 2012 | Shadow                             | Casey Cooper         |                         |
| 2011 | Captain America: The First Avenger | S.H.I.E.L.D agent    |                         |
| 2011 | Cats Dancing on Jupiter            | Josephine Smart      | Also executive producer |
| 2011 | Wandering Eye                      | Maren Abbott         |                         |
| 2011 | The Chateau Meroux                 | Jennifer             |                         |
| 2009 | Friday the 13th                    | Whitney Miller       |                         |
| 2008 | Role Models                        | Isabel               |                         |
| 2008 | Matter                             | Stranger             | Also associate producer |
| 2007 | Pipeline                           | Jocelyn              | Also producer           |
| 2007 | Return to House on Haunted Hill    | Ariel                |                         |
| 2005 | E-train                            |                      |                         |
| 2003 | No Place Like Home                 | Zoey                 |                         |
| 2002 | Angel Blade                        | Samantha Goodman     |                         |
| 1996 | Kiss & Tell                        | Little One           |                         |
| 1995 | Love and Happiness                 | Charlie's Kid Sister |                         |

### تلفاز
| عام          | برنامج                             | دور            | الحلقات                                                           |
| ------------ | ---------------------------------- | -------------- | ----------------------------------------------------------------- |
| 2008–Present | The Mentalist                      | Grace Van Pelt | episodes Season 3: 24 episodes Season 1: 23 episodes Season 2: 23 |
| 2007         | K-Ville                            | A.J. Gossett   | 3 episodes                                                        |
| 2007         | Marlowe                            | Jessica Reede  |                                                                   |
| 2006         | Entourage                          | Katrina        | 1 episode                                                         |
| 2006         | Enemies                            | Kelly Callaway | 1 episode Pilot                                                   |
| 2005         | Reunion                            | Jenna Moretti  | 13 episodes                                                       |
| 2005         | Romy and Michele: In the Beginning | Friendly Girl  | 1 episode                                                         |
| 2004-05      | North Shore                        | Tessa Lewis    | 20 episodes                                                       |
| 2003-05      | The O.C.                           | Hailey Nichol  | 12 episodes                                                       |
| 2003         | No Place Like Home                 |                |                                                                   |
| 2001         | CSI: Crime Scene Investigation     | Riding Teen    | 1 episode                                                         |

### ألعاب الفيديو
| عام  | لعبة                         | ملاحظة     |
| ---- | ---------------------------- | ---------- |
| 2006 | Scarface: The World Is Yours | Voice only |

## روابط خارجية
- أماندا رايتي على موقع IMDb (الإنجليزية)
- أماندا رايتي على موقع روتن توميتوز (الإنجليزية)
- أماندا رايتي على موقع ألو سيني (الفرنسية)
- أماندا رايتي على موقع تيرنر كلاسيك موفيز (الإنجليزية)
- أماندا رايتي على موقع أول موفي (الإنجليزية)
- أماندا رايتي على موقع قاعدة بيانات الأفلام السويدية (السويدية)
- أماندا رايتي على موقع إن إن دي بي (الإنجليزية)
- أماندا رايتي على موقع قاعدة بيانات الفيلم (الإنجليزية)
- أماندا رايتي على موقع كينوبويسك (الروسية)